# Okręg wyborczy Wright
Okręg wyborczy Wright (ang. Division of Wright) – jednomandatowy okręg wyborczy do Izby Reprezentantów Australii, położony w stanie Queensland.
Pierwsze wybory odbyły się w nim w 2010 roku, a jego patronem jest Judith Wright.
Pierwszym posłem w historii tego okręgu został w 2010 roku Scott Buchholz z Liberal National Party of Queensland.

## Lista posłów
Lista posłów z okręgu Wright:
| okres urzędowania | poseł          | przynależność                        |
| ----------------- | -------------- | ------------------------------------ |
| od 2010           | Scott Buchholz | Liberal National Party of Queensland |